# Mustela itatsi
Mustela itatsi är en däggdjursart som beskrevs av Coenraad Jacob Temminck 1844. Mustela itatsi ingår i släktet Mustela och familjen mårddjur. Inga underarter finns listade.

## Utseende
Mustela itatsi liknar andra arter av samma släkte med långsträckt bål och korta extremiteter. Den är en av de större arterna i släktet med en absolut kroppslängd (inklusive svans) av 45 till 52 cm och en vikt av cirka 400 g för hanar. Hanar är tydlig större än honor. Honor väger bara omkring 150 g. Detta mårddjur har orangebrun päls på ovansidan och ljusare päls på undersidan. I ansiktet förekommer mörkare päls. Vinterpälsen är tjockare och ljusare.

## Utbredning och habitat
Arten förekommer i Japan men den saknades ursprungligen på Hokkaido. Där och på södra Sachalin (Ryssland) blev Mustela itatsi introducerad av människan. Mårddjuret kan anpassa sig till olika habitat som gräsmarker och skogar. Den besöker även byar och städernas förorter men undviker tät bebyggda regioner.

## Ekologi

Mustela itatsi kan bland annat klättra i växtligheten.

Mustela itatsi jagar olika smådjur som gnagare, insekter, groddjur och ödlor. För att hitta födan har den bra förmågan att klättra, simma och att komma fram i trånga tunnlar. Individerna har avgränsade revir som försvaras mot artfränder av samma kön (särskild av hanar). Vissa hanar är även aggressiva mot större djur som hamnade i deras territorium. Individer som känner sig hotade avsöndrar myskliknande vätskor. Dessa vätskor används även för att markera revirets gränser. Arten kan vara aktiv på dagen och på natten.
Mustela itatsi har olika läten och varningsrop för kommunikationen. Parningen sker i maj eller juni. Under denna tid kan en hane och en hona leva flera dagar tillsammans. Dräktigheten varar cirka 30 dagar och sedan föder honan upp till 12 ungar, oftast 5 eller 6. Före ungarnas födelse fodrar honan boet som ligger i en hålighet eller i en bergsspricka med gräs, hår och fjädrar. Ungarna diar sin mor ungefär 8 veckor och vid denna tidpunkt blir de självständiga. Vid bra tillgång till föda kan honan para sig en annan gång i slutet av augusti. Cirka ett år efter födelsen blir ungarna könsmogna. Hanar deltar inte i ungarnas uppfostring.
Livslängen i naturen antas vara lika som hos andra arter av släktet Mustela, alltså 2 år i genomsnitt och ibland upp till 5 år.
Mustela itatsi jagas själv av rovfåglar. Den hotas inte av rovlevande däggdjur på grund av lukten.

## Mustela itatsioch människor
Allmänt anses arten som nyttig när den jagar gnagare som kan skada odlade växter. Mustela itatsi introducerades på Hokkaido, Sachalin och på avlägsna japanska småöar för att jaga råttor. Sällan betraktas mårddjuret som skadedjur när det dödar höns eller tama ankor.
Artens utbredningsområde minskar på grund av att städerna växer. På sydvästra Japan introducerades sibirisk eldmård och där finns Mustela itatsi bara i bergstrakter. Detta mårddjur fångas med fällor för pälsens skull men det är förbjudet att döda honor.
Trots dessa hot är arten inte sällsynt betraktad över hela Japan.  IUCN kategoriserar arten globalt som livskraftig. Däremot listar nio prefekturer Mustela itatsi som nära hotad.